# Francesco Giunta (storico)
Francesco Giunta (Gangi, 26 ottobre 1924 – Palermo, 14 gennaio 1994) è stato uno storico e critico d'arte italiano.

## Biografia
Nasce a Gangi la domenica del 26 ottobre 1924, da Giuseppe Giunta e Maria Santa Virga, entrambi di Gangi, ove frequenta la scuola elementare, studia quindi a Messina e poi a Palermo, dove nell'autunno del 1942 si iscrive alla facoltà di Lettere classiche
presso l'Università di Palermo ove si laureò nel 1946 con uno studio sul manoscritto di Giordane e la cultura dell'Alto Medioevo. Fra i compagni di corso incontra Lilla Lombardo, che poi diverrà sua moglie. 
Divenne quindi assistente del suo maestro Antonino De Stefano, nel 1950 ottenne la docenza libera con Giovanni Tabacco e Arsenio Frugoni.
Dal 1951 insegnò come docente a Palermo, prima Paleografia e Diplomatica, nel 1956 è stato vincitore del Concorso nazionale dapprima con Cinzio Violante e Pier Fausto Palumbo diventando quindi professore di Storia Medievale a Palermo. Dal 1986 al 1989 ha insegnato come visiting professor presso l'Università di Barcellona.
Diede un impulso significativo per lo sviluppo di archeologia medievale in Sicilia con la fondazione nel 1975 della Scuola Superiore di Archeologia e civiltà Medievali all'interno del Centro di cultura scientifica Ettore Majorana, che è stata preceduta da una conferenza internazionale di archeologia medievale nel settembre 1974.
Grazie ai suoi stretti contatti con gli storici catalani per la ricerca nell'Archivio Generale della Corona di Aragona a Barcellona organizzò un congresso internazionale per commemorare il settimo centenario dei Vespri Siciliani come Congresso di Storia della Corona d'Aragona del 23 al 30 aprile 1982 a Palermo, Trapani ed Erice.
Su sua iniziativa gli archivi storici della municipalità di Messina, trafugati in Spagna nel 1679, che erano negli archivi del Palazzo del Duca di Medinaceli a Medinaceli, ed anche nella Casa de Pilatos a Siviglia, (oggi sono nell'Hospital de Tavera-Museo Duque de Lerma, in Toledo) sono ampiamente disponibili oggi per la ricerca italiana e internazionale.
Fu un appassionato collezionista d'arte, nella sua cerchia di amici gli artisti Mino Maccari, Emilio Greco, Renato Guttuso, Bruno Caruso, lo scrittore Leonardo Sciascia.

## Scritti (selezione)
- Giordane e la cultura dell'Alto Medioevo, Palermo 1952 ristampa Siracusa; Ediprint 1988
- Medioevo mediterraneo: Saggi storici, Palermo 1954
- Cronache siciliane inedite del medioevo, Palermo 1955 (Documenti per Servire alla storia di Sicilia 4/14)
- Uomini e Cose del medioevo mediterraneo, Palermo 1964
- Medioevo e medievalisti: nota di storiografia, Caltanissetta e 1971
- Per una storia della cultura Nella Sicilia normanno-sveva, Palermo 1972
- Breve Storia delle Esplorazioni Geografiche, di Francesco Giunta, U. Manfredi editore, Palermo 1972
- Bizantini e bizantinismo Nella Sicilia normanna, Palermo 1974
- con Antonino Grillone: Actibusque Iordanis De origine Getarum, Roma 1991 (Fonti per la storia d'Italia / 117)

## Scritti sull'arte moderna
- Immagine e Parola: Una laurea da Guttuso, Palermo 1971
- La Consapevole ingenuità di Maurilio Catalano, Caltanissetta: S. Scascia 1971
- Maurilio Catalano: dal 12 febbraio al 20 marzo 1971, Palermo: Arte al Borgo 1971
- Fascicolo Dedicato a Mino Maccari, Caltanissetta: Sciascia 1970

## Letteratura
- Bibliografia delle opere di Francesco Giunta, in: Mediterraneo medievale.
- Scritti in onore di Francesco Giunta, Soveria Mannelli 1989
- Salvatore Fodale: Ricordo di Francesco Giunta . In: Quaderni Medievali 37, 1994, pp 5–14
- Il Medioevo di Francesco Giunta. Atti della giornata di studio (Palermo 1 giugno 1995), a cura di Salvatore Fodale,
- (Annali della (Facoltà di Lettere e Filosofia dell'Università di Palermo. Studi e Ricerche, 25) Palermo 1996 con bibliografia degli Scritti di Francesco Giunta)